# Nerd
Pour les articles homonymes, voir Nerd (homonymie).
 (mai 2012).
Si vous disposez d'ouvrages ou d'articles de référence ou si vous connaissez des sites web de qualité traitant du thème abordé ici, merci de compléter l'article en donnant les références utiles à sa vérifiabilité et en les liant à la section « Notes et références ».

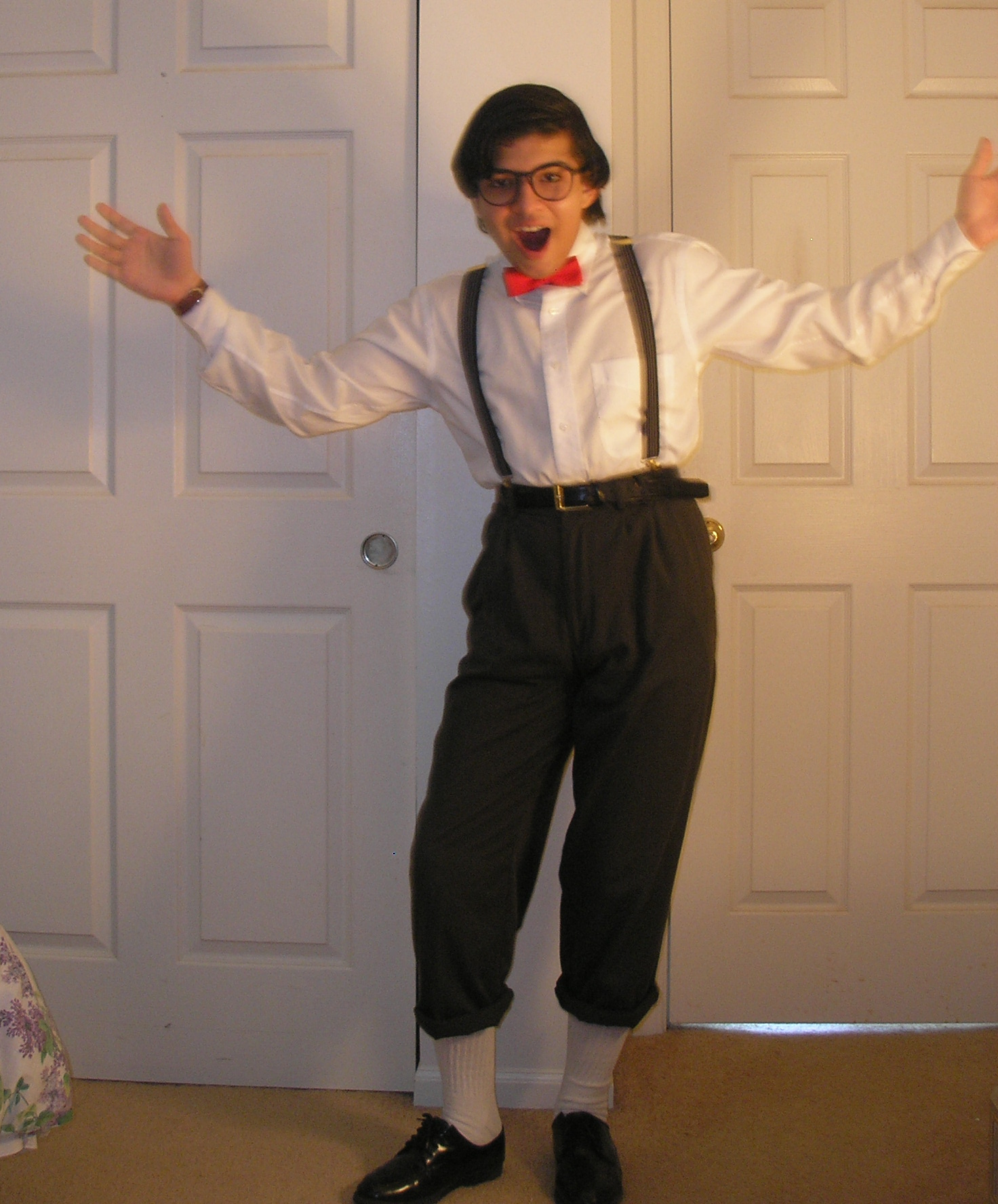
Image stéréotypée d'un nerd.

Un nerd est, dans le domaine des stéréotypes de la culture populaire, une personne solitaire, passionnée voire obnubilée par des sujets intellectuels et liés aux sciences, en général symboliques (comme les mathématiques, la physique ou la logique) ou techniques.
Apparu à la fin des années 1950 aux États-Unis, originellement péjoratif,, le terme est de plus en plus envisagé comme un gage de fierté et d'appartenance identitaire.
Comparé à un geek, un nerd est asocial, obsessionnel, et excessivement porté sur l'intellect. Il peut favoriser le développement personnel d'un monde fermé et obscur. On le décrit timide, étrange et repoussant.[réf. nécessaire]

## Étymologie
Ce terme, dont l'usage en français remonte au début du XXIe siècle, trouve ses origines dans le jargon familier américain des années 1950. La première publication recensée utilisant le terme nerd est If I ran A Zoo de Dr Seuss, en 1951, mais uniquement comme nom d'un animal fantastique. En 1974, la série télévisée américaine Happy Days contribue à populariser le mot, pour désigner le contraire d'un personnage cool.

## Définition d'ordre général
Le langage a sans doute évolué à la suite de l'essor exponentiel d'Internet, mais à l'origine, le terme « nerd » n'est pas spécifique à l'informatique (bien que fréquemment associé). Ce terme argotique, surtout employé par les élèves des lycées américains (qui ont l'habitude de classer les élèves en catégories préétablies : les sportifs, les gothiques, etc.), peut se traduire par « intello » (avec la nuance péjorative que cela implique pour certains) : on peut ici se référer au stéréotype (cf. pas mal de sitcoms, comme Sauvés par le gong ou Parker Lewis ne perd jamais) de l'individu à lunettes inscrit au club d'échecs et/ou d'astronomie, qui a toujours réponse à tout, mais utilise un vocabulaire fourni qu'une personne insuffisamment cultivée ne peut pas comprendre[réf. nécessaire].
Les connotations associées au terme nerd (ainsi qu'à son cousin le geek) varient beaucoup selon les personnes qui l'emploient. On retrouve d'ailleurs la même ambiguïté avec le terme d'otaku.[réf. nécessaire]

## Les nerds dans la fiction et la culture populaire
- Pseudonyme avec « .qn » [quitenerds] (ex. : Alfred.qn) : représente l'attachement ou l'appartenance d'une personne au courant nerd.[réf. souhaitée]

### Littérature
Dans la trilogie Millénium (2005-2007) de Stieg Larsson : le personnage de Lisbeth Salander, hacker de génie, enquêtrice hors pair, punk et marginale.

### Bande dessinée et manga
- Dans la série Spider-Man : le personnage de Peter Parker, l'identité secrète de Spider-Man, en particulier dans les premières années de diffusion du comics quand Parker était étudiant à l'ESU.
- Dans la série Titeuf : le personnage de François.
- Dans la série My Hero Academia : le  personnage principal Izuku Midoriya.
- Dans la bande dessinée en ligne My Giant Nerd Boyfriend de Yen Ee : Micky, compagne de la narratrice, est l'un des deux personnages principaux.

### Cinéma
- Dans la saga Retour vers le futur (1985-1990) : le docteur Emmett Brown, dit « Doc », interprété par Christopher Lloyd.
- Dans Chérie, j'ai rétréci les gosses (1989) : le scientifique Wayne Szalinsky, ainsi que la majorité des rôles interprétés par son interprète Rick Moranis dans d'autres films.
- Dans Jurassic Park (1993) : Dennis Nedry (qui est une anagramme de l'adjectif anglais nerdy, dérivé de nerd), interprété par Wayne Knight.
- Dans Les Glandeurs (1995): Brodie Bruce, un (anti)héros dont le seul intérêt est les comics, qu'il préfère plus que tout au monde, interprété par Jason Lee.
- Dans GoldenEye (1995) : Boris Grishenko, un informaticien et hacker, interprété par Alan Cumming.
- Dans Matrix (1999) : Thomas Anderson, alias Neo, interprété par Keanu Reeves.
- Dans American Splendor (2003) : Toby Radloff, un nerd fier de l'être, interprété par Judah Friedlander.
- Dans Paul (2011) : Clive et Graeme, deux passionnés de science-fiction (plus des geeks, ils s'appellent eux-mêmes « nerds » dans la version française du film)
- Dans The Social Network de David Fincher : Le personnage de Mark Zuckerberg, interprété par Jesse Eisenberg, est qualifié à 2 reprises de nerd par sa petite amie Erica Albright, interprétée par Rooney Mara dans la scène du pub (4 min 55 s), ainsi que par Cameron Winklevoss, interprété par Armie Hammer, après la défaite de son équipe d'aviron lors de la régate royale (1 h 25 min 16 s).

### Films d'animation
- Dans Tempête de boulettes géantes (2009) : le personnage de Flint Lockwood.
- Dans Les Nouveaux Héros (2014) : le personnage de Hiro Hamada.

### Télévision
- Dans la série Friends : le personnage de Ross Geller, en particulier durant son adolescence, interprété par David Schwimmer.
- Dans la série La Vie de famille : le personnage de Steve Urkel.
- Dans la série Riptide : le personnage de Murray Bozinsky, dit « Boz » .
- Dans la série Buffy contre les vampires : le personnage de Willow Rosenberg.
- Dans la série Parker Lewis ne perd jamais : le personnage de Jerry Steiner.
- Dans la série Sauvés par le gong : le personnage de Samuel Powers, dit « Screech ».
- Dans la série X-Files : l'agent Fox Mulder, personnage central du binôme avec Dana Scully, interprété par David Duchovny.
- Dans la série Alias : le personnage secondaire de Marshall Flinkman.
- Dans la série  Newport Beach : le personnage de Seth Cohen, interprété par Adam Brody.
- Dans la série NCIS : Enquêtes spéciales : les personnages de Abigail Sciuto (interprétée par Pauley Perrette) et Timothy McGee (interprété par Sean Murray).
- Dans la série The Big Bang Theory : les docteurs/ingénieurs et nerds travaillant à Caltech.
- Dans la série Les Experts : le superviseur Gilbert « Gil » Grissom, de l'équipe de nuit du laboratoire de la police scientifique.
- Dans la série Stargate Atlantis : le scientifique Rodney McKay.
- Dans la série Chuck :
  - le vendeur informatique Chuck Bartowski au magasin « Buy More » et espion de la CIA.
  - le vendeur informatique Morgan Grimes et ami de Chuck Bartowski.
- Dans la série Esprits criminels : le génie informatique Penelope Garcia et le génie intellectuel Spencer Reid.
- Dans la série ReGenesis : le biochimiste Bob Melnikov, doté d'un QI de 162 et atteint du syndrome d'Asperger.
- Dans la série Malcolm : le personnage de Craig Feldspar.
- Dans la série The IT Crowd : le personnage de Maurice Moss, interprété par Richard Ayoade.
- Dans la série Bones : presque tous les personnages et particulièrement Temperance Brennan.
- Dans la série 24 heures chrono : le personnage de Chloe O'Brian.
- Dans la série Nerdz : le personnage de Darkangel 64.
- Dans la série Dollhouse : l'ingénieur formateur Topher Brink, interprété par Fran Kranz.
- Dans la série Nikita : l'ingénieur et pirate informatique Seymour Birkhoff, dit « Nerd ».
- Dans la série Doctor Who : le personnage principal du Docteur.
- Dans la série Modern Family : le personnage d'Alex Dunphy.

### Séries animées
- Dans la franchise Sailor Moon : les personnages de Amy Mizuno, Gurio Umino (alias Marc) et Georges Wezen.
- Dans la série Dragon Ball : le personnage de Bulma et de son père.
- Dans la série Code Lyoko : le personnage de Jérémie Belpois.
- Dans la série Jimmy Neutron : le personnage éponyme, héros du dessin animé.
- Dans la série Les Simpson : le professeur Frink et Martin Prince, et parfois Lisa Simpson selon les épisodes.
- Dans la série Robot Chicken : le personnage récurrent nommé « Le Nerd ».
- Dans la série Molusco : les personnages de Arthur, Simon et Herman.

### Jeux vidéo
- Dans Maniac Mansion et Maniac Mansion: Day of the Tentacle : le personnage de Bernard Bernoulli.
- Dans la saga Half-Life : le personnage principal Gordon Freeman.
- Dans  Canis Canem Edit : L'une des bandes de l'école de Bullworth Academy dans le jeu.
- Dans Grand Theft Auto: San Andreas : le personnage secondaire de Zero.
- Dans Grand Theft Auto V : le personnage de Lester Crest.
- Dans Undertale : le personnage de Alphys.
- Dans Saints Row: The Third et Saints Row IV : le personnage de Kinzie Kensington.

### Musique
- Dans la chanson White & Nerdy, parodie de Ridin' du rappeur Chamillionaire, le chanteur Weird Al Yankovic campe un nerd stéréotypé qui ressemble physiquement à Bill Gates.

### Web-série
- Dans The Angry Video Game Nerd : le personnage de plusieurs vidéos ayant comme hobby de disserter sur les plus mauvais jeux de l'histoire des consoles.